# Geschwader (Marine)

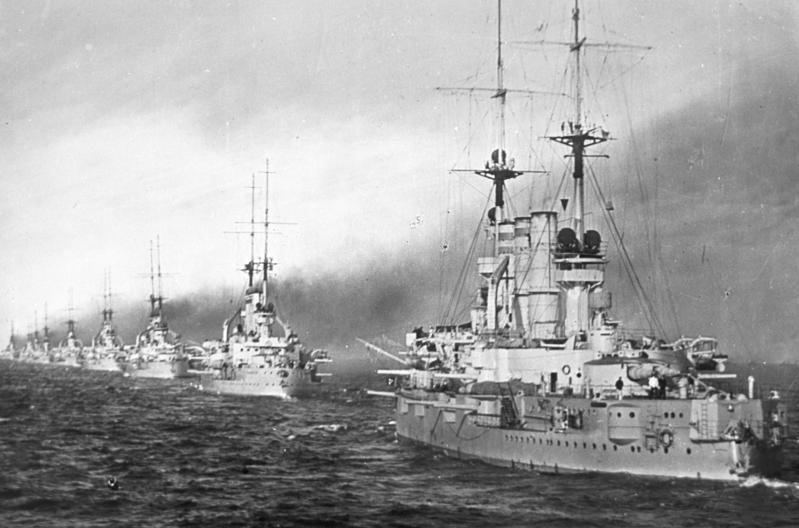
Geschwader von Schlachtschiffen der Deutschland-Klasse in Kiellinie 1908

Geschwaderstander in Form eines Doppelstanders als Kommandozeichen eines Geschwaderkommandeurs der Deutschen Marine

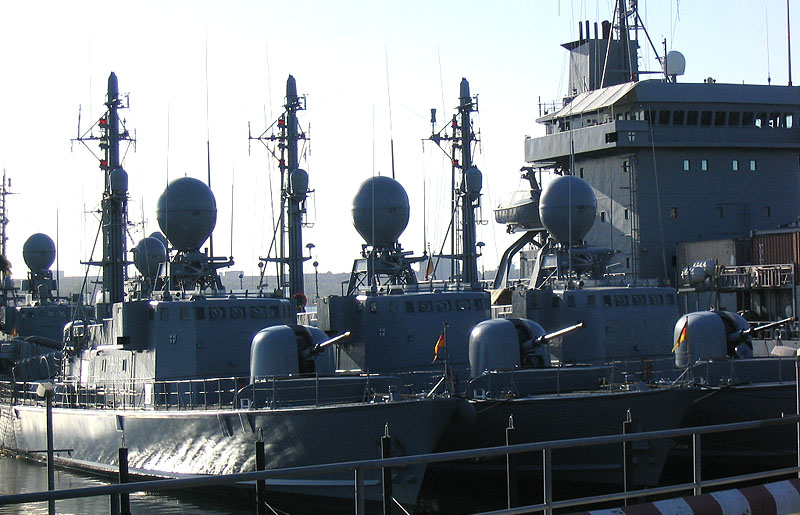
Schnellbootgeschwader mit Booten und Geschwadertender

Als Geschwader (von französisch escadre und italienisch squadra, deutsch „Gevierthaufen“) werden militärische Verbände bei der Marine bezeichnet.

## Allgemein
Bei der Hochseeflotte der Kaiserlichen Marine und in ausländischen Marinen der damaligen Zeit verstand man unter einem Geschwader einen Verband von Großkampfschiffen, also Linien- bzw. Schlachtschiffen oder Kreuzern, oder einen gemischten selbstständigen Verband wie zum Beispiel das Ostasiengeschwader. Dabei wurde nach dem Exerzier-Reglement für die Flotte vom 12. Januar 1886 bereits ein Verband aus zwei Schiffen als Geschwader bezeichnet. Gehörten mehr als vier Schiffe dem Geschwader an, wurde es in Divisionen von bis zu vier Schiffen geteilt. Am 16. Januar 1893 wurde das Exerzier-Reglement abgeändert. Hiernach bestand ein Geschwader nun aus mindestens zwei bis vier Divisionen zu insgesamt mindestens sechs Schiffen, wobei eine Division aus mindestens zwei und höchstens vier Schiffen bestand. Diese Regelung blieb bis 1914 in Kraft. Die Dienststellung des Befehlshabers eines Geschwaders wurde als Kommodore bezeichnet. Dieser war grundsätzlich ein Flaggoffizier, auch wenn der Posten von einem Offizier im Dienstgrad Kapitän zur See bekleidet wurde. Üblich war die Gliederung der Geschwader in zwei Divisionen.

## Deutschland
In der Deutschen Marine ist ein Geschwader in Anlehnung an das angloamerikanische System eine Zusammenfassung von mehreren gleichartigen Kriegsschiffen zu einem Kampfverband auf Regiments- oder Bataillonsebene. Auch für einen Einsatz zusammengestellte Verbände aus verschiedenen Einheiten werden im allgemeinen Sprachgebrauch als Geschwader bezeichnet. Marinefliegergeschwader entsprechen im Wesentlichen den Geschwadern der Luftwaffe.

## Deutsche Marine heute
Die deutsche Marine besteht heute aus zwei Einsatzflottillen und dem Marinefliegerkommando mit jeweils mehreren Geschwadern:
- Einsatzflottille 1:
  - 1. Korvettengeschwader mit fünf Korvetten[3]
  - 3. Minensuchgeschwader mit 12 Minenjagdbooten[4]
  - 1. Ubootgeschwader mit sechs U-Booten, einem Tender und drei Flottendienstbooten[5]
  - Unterstützungsgeschwader mit fünf Tendern[6]
- Einsatzflottille 2:
  - 2. Fregattengeschwader mit sieben Fregatten[7]
  - 4. Fregattengeschwader mit drei Fregatten[8]
  - Trossgeschwader mit vier Betriebsstofftransportern, drei Einsatzgruppenversorgern und drei Bergungsschleppern[9]
- Marinefliegerkommando:
  - Marinefliegergeschwader 3 „Graf Zeppelin“ mit acht Seefernaufklärern und zwei Ölaufklärungs-/Transportflugzeugen
  - Marinefliegergeschwader 5 mit 22 Bord-/U-Jagdhubschraubern und 21 Mehrzweckhubschraubern

Die Kommandeure der Schiffsgeschwader (Regimentsebene) führen planmäßig den Dienstgrad Kapitän zur See, die der Bootsgeschwader (Bataillonsebene) den Dienstgrad Fregattenkapitän.